# Alain Fiard
Pour les articles homonymes, voir Fiard.
Alain Fiard est né le 17 septembre 1958 à Phnom-Penh, au Cambodge. C'est un footballeur français qui a évolué comme milieu défensif au SC Bastia, à l'AJ Auxerre et au Lille OSC entre 1979 et 1993.

## Biographie
Formé à l'INF Vichy et doté d'un physique de poche, il va vite devenir un des plus remarquables milieux récupérateur du championnat de France, ne rechignant pas sur l'effort. Il fut aussi l'un des milieux défensifs les plus réguliers du tout début des années 1980 à sa retraite en 1993 et disputa notamment 437 matches en Division 1.
Une fois sa carrière de joueur terminée, il se retire du monde du football. Après trois années passées dans le domaine du commerce, Alain Fiard choisit de revenir au bord des terrains où il intègre le staff technique de l'AJ Auxerre pour s'occuper de l'équipe des -17 ans. Il devient l'adjoint de Guy Roux en 2001 et assure l'intérim pendant l'absence de ce dernier. En 2004, il quitte l'AJ Auxerre pour rejoindre en tant qu'entraîneur le Raja de Casablanca au Maroc. De 2005 à 2008, il devient un des recruteurs du Lille OSC, puis du Valenciennes Football Club de 2008 à 2011.
En mai-juin 2011, il figure sur la liste des remplaçants potentiels d'Henrique Calisto au poste de sélectionneur du Vietnam, mais il décide de retourner à l'AJ Auxerre pour devenir l'entraîneur adjoint de Laurent Fournier. Alain Fiard en parallèle de son rôle d'entraîneur adjoint, devra s'occuper du « groupe élite » créé en juin 2011 à l'AJ Auxerre, avec pour but à terme d'alimenter l'équipe première du club.
En janvier 2017, il devient l'entraîneur de l'équipe vietnamienne du Hô-Chi-Minh-Ville FC.

## Statistiques
| Saison      | Club       | Pays   | Championnat | Championnat | Championnat | Championnat  | Championnat  | Coupe d'Europe | Coupe d'Europe | Coupe d'Europe | Coupe de France | Coupe de France | Coupe de France |
| Saison      | Club       | Pays   | Division    | Matchs      | Buts        | Cartons      | Cartons      | Type           | Matchs         | Buts           | Matchs          | Buts            |                 |
| ----------- | ---------- | ------ | ----------- | ----------- | ----------- | ------------ | ------------ | -------------- | -------------- | -------------- | --------------- | --------------- | --------------- |
| Saison      | Club       | Pays   | Division    | Matchs      | Buts        | Carton jaune | Carton rouge | Type           | Matchs         | Buts           | Matchs          | Buts            |                 |
| 1979 - 1980 | SC Bastia  | France | Ligue 1     | 12          | 0           | 0            | 0            | -              | -              | -              | -               | -               |                 |
| 1980 - 1981 | SC Bastia  | France | Ligue 1     | 33          | 3           | 0            | 0            | -              | -              | -              | 10              | 1               |                 |
| 1981 - 1982 | SC Bastia  | France | Ligue 1     | 33          | 1           | 0            | 0            | C2             | 4              | 0              | 8               | 0               |                 |
| 1982 - 1983 | SC Bastia  | France | Ligue 1     | 36          | 7           | 0            | 0            | -              | -              | -              | 3               | 0               |                 |
| 1983 - 1984 | SC Bastia  | France | Ligue 1     | 36          | 2           | 0            | 0            | -              | -              | -              | 3               | 0               |                 |
| 1984 - 1985 | AJ Auxerre | France | Ligue 1     | 38          | 0           | 0            | 0            | C3             | 2              | 0              | 1               | 0               |                 |
| 1985 - 1986 | AJ Auxerre | France | Ligue 1     | 33          | 3           | 0            | 0            | C3             | 2              | 0              | 7               | 0               |                 |
| 1986 - 1987 | AJ Auxerre | France | Ligue 1     | 34          | 1           | 0            | 0            | -              | -              | -              | 4               | 0               |                 |
| 1987 - 1988 | Lille OSC  | France | Ligue 1     | 37          | 2           | 0            | 0            | -              | -              | -              | 7               | 0               |                 |
| 1988 - 1989 | Lille OSC  | France | Ligue 1     | 35          | 2           | 0            | 0            | -              | -              | -              | 4               | 1               |                 |
| 1989 - 1990 | Lille OSC  | France | Ligue 1     | 34          | 7           | 0            | 0            | -              | -              | -              | 3               | 1               |                 |
| 1990 - 1991 | Lille OSC  | France | Ligue 1     | 30          | 0           | 1            | 0            | -              | -              | -              | 2               | 0               |                 |
| 1991 - 1992 | Lille OSC  | France | Ligue 1     | 30          | 0           | 0            | 0            | -              | -              | -              | 1               | 0               |                 |
| 1992 - 1993 | Lille OSC  | France | Ligue 1     | 16          | 0           | 0            | 0            | -              | -              | -              | 0               | 0               |                 |

## Carrière joueur
- 1976-1979 : INF Vichy ( France)
- 1979-1984 : SC Bastia ( France)
- 1984-1987 :  AJ Auxerre ( France)
- 1987-1993 : Lille OSC ( France)

## Palmarès

### En club joueur
- Vainqueur de la Coupe de France en 1981 avec le SEC Bastia
- Vainqueur de la Coupe Gambardella en 1978 avec l'INF Vichy
- Champion de France de Division 3 en 1979 avec l'INF Vichy

## Carrière entraîneur
- 1997-1998 : AJ Auxerre ( France) (Entraîneur-adjoint des -17 ans)
- 1998-2000 : AJ Auxerre ( France) (Entraîneur des -17 ans)
- 2000-2001 : AJ Auxerre ( France) (Equipe C, CFA2)
- 2001-2004 : AJ Auxerre ( France) (Entraîneur-adjoint)
- 2004-Nov. 2004 : Raja de Casablanca ( Maroc) (Entraîneur)
- 2005-2008 : Recruteur du LOSC ( France)
- 2008: Recruteur du VAFC ( France)
- juin 2011 : AJ Auxerre ( France) (Entraîneur-adjoint)

## Palmarès entraîneur
- Vainqueur de la Coupe Gambardella en 1999 et en 2000 avec l'AJ Auxerre
- Vainqueur de la Coupe de France en 2003 avec l'AJ Auxerre (en tant qu'entraîneur-adjoint)